# Wojna domowa w Burundi
Wojna domowa w Burundi – konflikt wewnętrzny o charakterze etnicznym, toczący się w Burundi w latach 1993–2005.
Blisko dwunastoletnia wojna domowa była konsekwencją antagonizmu pomiędzy dominującą liczebnie grupą etniczną Hutu a mniejszością Tutsi, narastającego od momentu uzyskania niepodległości w 1962 roku. Po latach niepodzielnych rządów Tutsi, na przełomie lat 80. i 90. XX wieku zainicjowany został proces demokratyzacji, co doprowadziło do objęcia władzy w państwie przez Melchiora Ndadaye (Hutu) i wspierającą go partię FRODEBU. Zdominowana przez Tutsi armia nie pogodziła się jednak z utratą władzy i w październiku 1993 podjęła próbę zamachu stanu, w której trakcie zabito prezydenta i kilku jego najbliższych współpracowników. Śmierć Ndadaye sprowokowała wzajemne pogromy na tle etnicznym i doprowadziła do destabilizacji państwa. Mimo prób znalezienia pokojowego rozwiązania konfliktu, podejmowanych w latach 1993–1996, sytuacja polityczna w Burundi stale się pogarszała, co doprowadziło ostatecznie do wybuchu otwartej wojny pomiędzy zdominowaną przez Tutsi armią a partyzanckimi ugrupowaniami Hutu. Liczba ofiar konfliktu szacowana jest na ok. 300 tys., z czego zdecydowaną większość stanowili cywile.
Wojnę domową w Burundi zakończyło podpisanie porozumień pokojowych w Aruszy (2000) i Dar es Salaam (2003), dzięki którym możliwe stało się zawieszenie broni i przeprowadzenie demokratycznych wyborów w lipcu 2005 roku. Ostatnie rebelianckie ugrupowanie złożyło jednak broń dopiero w kwietniu 2009 roku.

## Tło społeczno-historyczne

### Hutu i Tutsi
Burundi jest niewielkim państwem o powierzchni 27 834 km², położonym w regionie Wielkich Jezior Afrykańskich. Jest to jeden z najuboższych i najgęściej zaludnionych krajów świata (w 1999 liczbę mieszkańców szacowano na ok. 8 mln). Przez pewien czas Burundi wraz z sąsiednią Rwandą stanowiło kolonię Cesarstwa Niemieckiego (1889–1918), by po zakończeniu I wojny światowej przejść pod administrację Belgii – najpierw jako terytorium mandatowe Ligi Narodów, później natomiast jako terytorium powiernicze ONZ (1918–1962). Oba państwa uzyskały niepodległość 1 lipca 1962 roku.
Burundi, podobnie jak Rwandę, charakteryzuje dualistyczna struktura etniczna. W obu państwach najliczniejszą grupę etniczną stanowią Hutu, podczas gdy na drugim miejscu plasują się Tutsi (zamieszkuje tam ponadto niewielka liczba pigmejów Twa). W ślad za belgijskimi szacunkami z lat 30. XX wieku większość źródeł podaje zazwyczaj, iż Burundi zamieszkuje kolejno: 85% Hutu, 14% Tutsi oraz 1% Twa. Obie największe grupy etniczne znajdują się w tym samym kręgu kulturowym i posługują się tym samym językiem (w przypadku Burundi jest to rundi). Wbrew rozpowszechnionemu stereotypowi nie zawsze występują także między nimi wyraźne różnice w wyglądzie fizycznym. W okresie przedkolonialnym obie grupy dzielił przede wszystkim status społeczny. Hutu trudnili się zazwyczaj uprawą roli, podczas gdy Tutsi byli znani ze swych tradycji pasterskich. Do Tutsi – w szczególności na obszarach dzisiejszej Rwandy – należała władza i szereg związanych z nią przywilejów. Pomiędzy obiema grupami panowały powiązania typu klientelistycznego.
Hutu i Tutsi przez wieki żyli ze sobą w relatywnej zgodzie. Nierówności społeczne, a wraz z nimi podziały etniczne, uległy jednak zaostrzeniu w okresie rządów kolonialnych (czynnika tego nie należy jednak przeceniać). Niemcy i Belgowie faworyzowali bowiem Tutsi, powierzając im niższe stanowiska w administracji kolonialnej. Jednocześnie na miejscową ludność nakładano rozmaite obciążenia (praca przymusowa, kontyngenty, podatki itp.), co znacznie zwiększyło antagonizmy występujące jeszcze przed przybyciem Europejczyków. Ponadto Belgowie jako pierwsi wprowadzili dokumenty tożsamości zawierające informacje o przynależności etnicznej. W Rwandzie narastające antagonizmy etniczne doprowadziły ostatecznie do wybuchu krwawego powstania ludowego, które obaliło tamtejszą monarchię Tutsi. W rezultacie Rwanda rozpoczęła niepodległy byt jako zdominowana przez Hutu republika.
Odmiennie rozwinęła się sytuacja w Burundi. Społeczna hierarchia oraz podziały etniczne były tam bowiem o wiele mniej sztywne i znacznie bardziej skomplikowane niż w Rwandzie. W Burundi istniała także unikalna oligarchiczna warstwa ganwa, która z czasem wykształciła się w osobną grupę etniczną i stała na samym szczycie społecznej hierarchii. O ile Rwanda była w okresie przedkolonialnym państwem silnie scentralizowanym, a władza tamtejszego monarchy była jednoznacznie utożsamiana z dominacją Tutsi, o tyle w Burundi realną władzę sprawowali „książęta krwi”, podczas gdy monarcha (mwami) już od lat 50. XIX wieku odgrywał rolę primus inter pares. W efekcie życie polityczne Burundi w okresie kolonialnym oraz u progu niepodległości nie było zdominowane przez antagonizmy etniczne, lecz przez zaciekłą rywalizację dwóch klanów ganwa – Bezi i Batare. Ruch niepodległościowy, który narodził się w Burundi po zakończeniu II wojny światowej, propagował hasła jedności ponadplemiennej. W rezultacie Burundi rozpoczęło niepodległy byt jako monarchia konstytucyjna, w której duże wpływy zachowali Tutsi.

### Antagonizm etniczny w pierwszych dekadach niepodległości
Pod wpływem szeregu czynników – zarówno wewnętrznych, jak też zewnętrznych – w niepodległym Burundi relacje pomiędzy obiema grupami etnicznymi uległy szybko gwałtownemu pogorszeniu. Nieudana próba zamachu stanu, podjęta przez grupę oficerów Hutu w październiku 1965, umożliwiła kontrolowanej przez Tutsi armii zdobycie dominującego wpływu na sprawy państwa. Po kilkumiesięcznym okresie trudnej koabitacji wojsko obaliło monarchię i proklamowało powstanie tzw. Pierwszej Republiki (28 listopada 1966). W kolejnych latach wojskowy reżim systematycznie ograniczał wpływy Hutu w życiu politycznym, siłach zbrojnych i administracji. 
W kwietniu 1972 radykalni politycy Hutu wywołali z pomocą kongijskich najemników zbrojne powstanie w południowych prowincjach kraju, w którego trakcie zamordowano od kilkuset do kilku tysięcy Tutsi. Powstańcy zostali jednak szybko pokonani przez rządową armię, a represje wobec sympatyków rebelii przekształciły się w planową i systematyczną eksterminację elity społecznej Hutu. Od końca kwietnia do września 1972 zamordowano w Burundi od 100 tys. do 300 tys. Hutu, a co najmniej 150 tys. zmuszono do ucieczki z kraju. Był to pierwszy odnotowany przypadek ludobójstwa w historii postkolonialnej Afryki. Rzezie z 1972 roku ostatecznie utwierdziły status Tutsi jako warstwy dominującej. Przez następnych 16 lat władza, wpływy, przywileje i bogactwo były zastrzeżone wyłącznie dla przedstawicieli tej grupy etnicznej, podczas gdy Hutu blokowano dostęp do edukacji oraz pozbawiano ich możliwości służby w strukturach militarnych lub pracy w administracji państwowej.
3 września 1987 w Burundi miał miejsce wojskowy zamach stanu, w którego wyniku władzę w państwie objął mjr Pierre Buyoya. Bezkrwawy pucz sprawiał z pozoru wrażenie klasycznego przewrotu pałacowego, gdyż Buyoya wywodził się z Tutsi oraz pozostawał od lat członkiem ścisłej elity władzy. Niemniej nowy prezydent zainicjował pewne reformy zmierzające do liberalizacji systemu politycznego. Po latach rządów „twardej ręki” owa umiarkowana „odwilż” wzbudziła wśród Hutu ogromne nadzieje na poprawę swojego losu. Nie zostały one jednak spełnione. W sierpniu 1988 w gminach Ntega i Marangara na północy kraju wybuchło spontaniczne powstanie Hutu, wywołane prowokacjami lokalnych urzędników Tutsi oraz obawami przed powtórzeniem się ludobójstwa z 1972 roku. W trakcie kilkudniowych zamieszek zostało zabitych kilkuset Tutsi, w tym liczne kobiety i dzieci. W odwecie rządowa armia zamordowała od 15 tys. do 30 tys. Hutu, a kolejnych 50 tys. zmusiła do ucieczki z kraju.

### Początek procesu demokratyzacji
Masakry w Ntega i Marangara wywołały oburzenie światowej opinii publicznej. W obawie przed międzynarodową izolacją oraz sankcjami ekonomicznymi Buyoya był zmuszony podjąć daleko idące reformy. Już w październiku 1988 roku utworzył Narodową Komisję do Zbadania Kwestii Jedności Narodowej – ciało o zrównoważonym składzie etnicznym, którego zadaniem miało być m.in. opracowanie rekomendacji służących budowie narodowej jedności. Powołał także nowy rząd, na którego czele stanął Adrien Sibomana, z pochodzenia Hutu. W rządzie Sibomany Hutu otrzymali dwanaście tek ministerialnych, na skutek czego po raz pierwszy od 1965 roku Burundi miało rząd, którego premier oraz połowa ministrów wywodzili się z Hutu. Na mocy referendum z lutego 1991 przyjęta została „Karta Jedności Narodowej”. Podjęto także działania w celu umożliwienia dobrowolnego powrotu burundyjskich uchodźców do ojczyzny. Definitywny koniec „zimnej wojny” oraz rosnąca presja Zachodu na reformy demokratyczne i wolnorynkowe w państwach Afryki zmusiły niebawem Buyoyę do dalszych ustępstw wobec Hutu i opozycji politycznej. Nowa konstytucja, przywracająca system wielopartyjny, uwzględniająca zasady trójpodziału władzy i rządów prawa, a także gwarantująca obywatelom podstawowe prawa człowieka uchwalona została 13 marca 1992. Systematycznie zwiększano udział Hutu w rządzie, administracji i w kierowniczych gremiach rządzącej partii UPRONA. Wkrótce Buyoya wyraził również zgodę na przeprowadzenie wolnych wyborów.
Zainicjowana przez Buyoyę liberalizacja systemu politycznego napotkała na opór ze strony ekstremistów z obu grup etnicznych. Radykałowie Tutsi byli przeciwni jakimkolwiek ustępstwom na rzecz Hutu, podczas gdy ekstremiści Hutu odrzucali każdy kompromis, który nie gwarantował ich rodakom pełnej i niepodzielnej władzy w państwie. W rezultacie na przełomie lat 80. i 90. sytuacja polityczna w Burundi pozostawała napięta, nierzadko dochodziło również do aktów przemocy na tle etnicznym. Największy kryzys miał miejsce jesienią 1991, kiedy to bojownicy z radykalnego ugrupowania PALIPEHUTU przypuścili serię skoordynowanych ataków na obiekty wojskowe i policyjne w stolicy oraz w prowincjach Cibitoke i Bubanza (23/24 listopada 1991). Atakom towarzyszyły napady na cywilnych Tutsi, w których wyniku mogło ponieść śmierć nawet kilkaset osób. Rebelia została jednak szybko stłumiona, a wojsko wraz ze służbami bezpieczeństwa przystąpiło do rozprawy ze wszystkimi prawdziwymi i domniemanymi zwolennikami PALIPEHUTU. Tym razem prezydent Buyoya nie pozwolił, aby represje całkowicie wymknęły się spod kontroli, jak to miało miejsce w Ntega i Marangara w sierpniu 1988. Niemniej w wyniku odwetowych masakr poniosło śmierć nawet do 3 tys. Hutu, w tym wiele kobiet i dzieci. 
1 czerwca 1993 przeprowadzono pierwsze w historii Burundi wolne wybory prezydenckie. Bezapelacyjnym zwycięzcą okazał się kandydat umiarkowanej opozycji Hutu, Melchior Ndadaye, którego poparło 65% głosujących. Urzędujący prezydent Pierre Buyoya, który uzyskał poparcie rzędu 33%, bezzwłocznie uznał swoją porażkę. Partia Ndadaye – Front pour la Démocratie au Burundi (FRODEBU) – odniosła również całkowite zwycięstwo w przeprowadzonych 29 czerwca 1993 wyborach parlamentarnych, uzyskując poparcie 71% głosujących oraz zdobywając 65 mandatów w 81-osobowym Zgromadzeniu Narodowym. W nowym parlamencie zasiadło 69 Hutu i 12 Tutsi. Zmiana władzy nie przebiegła jednak bez trudności. Jeszcze przed oficjalnym ogłoszeniem wyników głosowania na ulice Bużumbury wyszły tysiące rozgoryczonych działaczy UPRONA oraz studentów Tutsi. Z kolei 3 lipca 1993 ppłk. Sylvestre Ningaba, były szef gabinetu prezydenta Buyoyi, podjął próbę zamachu stanu, chcąc w ten sposób zahamować demokratyczne przemiany. Niedoszły pucz został jednak błyskawicznie stłumiony, a Ningaba i jego współpracownicy zostali aresztowani i uwięzieni.
Ndadaye usilnie starał się podkreślać, iż jest reprezentantem wszystkich Burundyjczyków, a kierowana przez niego partia nie ma charakteru monoetnicznego. Powołał 10 lipca 1993 rząd koalicyjny, w którym stanowisko premiera objęła Sylvie Kinigi – Tutsi, członkini UPRONA. W 23-osobowym gabinecie zasiadło czternastu Hutu i dziewięciu Tutsi. Ponadto Tutsi – wywodzący się przede wszystkim z prowincji Bururi – zachowali całkowitą kontrolę nad siłami zbrojnymi. Pokojowe przejęcie władzy przez Ndadaye i FRODEBU zostało przyjęte z wielkim uznaniem przez społeczność międzynarodową. Burundi uznano za „model dla wszystkich aspirujących demokracji” oraz wzór dla pozostałych państw kontynentu.

## Zamach stanu i akty ludobójstwa w październiku 1993 roku
Ekstremistyczna frakcja Tutsi, wciąż zachowująca duże wpływy w armii i aparacie państwowym, nie potrafiła się pogodzić z utratą monopolu władzy. Konsekwencji przejęcia władzy przez FRODEBU obawiali się zwłaszcza ci członkowie dawnej elity rządzącej, którzy w 1972 roku wzbogacili się kosztem mordowanych i wypędzonych Hutu. Decydującym czynnikiem, który skłonił radykałów Tutsi do podjęcia próby siłowego odzyskania władzy, była jednak prawdopodobnie decyzja Ndadaye o wyłączeniu żandarmerii spod zwierzchności dowództwa sił zbrojnych, a także planowany na listopad 1993 pobór do armii. Wojskowi obawiali się, iż Ndadaye pod naciskiem radykalnych polityków FRODEBU zamierza znacząco zwiększyć liczbę Hutu w szeregach armii, w konsekwencji pozbawiając Tutsi wyłącznej kontroli nad wojskiem. Tymczasem w oczach wielu Tutsi monopol ich grupy etnicznej w siłach zbrojnych stanowił jedyną gwarancję bezpieczeństwa przed prześladowaniami z rąk dominujących liczebnie Hutu.
Krótko po północy 21 października 1993 żołnierze z dwóch batalionów stołecznego garnizonu opanowali bez większego oporu najważniejsze obiekty w Bużumburze – pałac prezydencki, lotnisko wojskowe, stację radiową, centralę telefoniczną. Buntownicy uwolnili także uczestników nieudanego puczu z 3 lipca 1993. Prezydent Ndadaye został zabrany do koszar wojskowych i tam zamordowany przy użyciu bagnetu. Tej nocy z rąk puczystów zginęli także jego czterej bliscy współpracownicy, tj. Pontien Karibwami (przewodniczący Zgromadzenia Narodowego), Gilles Bimazubute (wiceprzewodniczący Zgromadzenia Narodowego), Richard Ndikumwami (szef cywilnego wywiadu) oraz Juvénal Ndayikeza (minister spraw wewnętrznych i rozwoju regionalnego). Ocalali członkowie rządu, w tym premier Sylvie Kinigi, byli zmuszeni szukać schronienia w obcych ambasadach. W godzinach popołudniowych w kwaterze głównej dowództwa sił zbrojnych zawiązał się „komitet kryzysowy” (fr. Comité de gestion de la crise), który wydał dowódcom prowincjonalnych garnizonów polecenie zatrzymania wszystkich gubernatorów prowincji i przejęcia ich obowiązków. Ponadto komitet ponownie podporządkował żandarmerię wojsku oraz wezwał przywódców politycznych i obcych dyplomatów na spotkanie „celem przedyskutowania sposobów wyjścia z kryzysu”. Oficjalnie funkcję przewodniczącego komitetu pełnił François Ngeze – polityk UPRONA, minister ds. pracy i rządów lokalnych w czasie rządów prezydenta Buyoyi, z pochodzenia Hutu. W rzeczywistości był on jednak tylko figurantem, podczas gdy prawdziwym przywódcą „komitetu kryzysowego” pozostawał szef sztabu sił zbrojnych, ppłk. Jean Bikomagu. W skład komitetu weszli także ppłk. Pascal Simbanduku, ppłk. Jean-Bosco Daradangwe oraz uwolniony z więzienia ppłk. Sylvestre Ningaba. W godzinach wieczornych ogłoszono, iż władzę w państwie przejęła samozwańcza Narodowa Rada Ocalenia Publicznego (fr. Conseil national de salut public), na czele z Ngeze.
Tymczasem wieści o zamachu stanu błyskawicznie dotarły na burundyjską prowincję. Wieśniacy Hutu przystąpili wówczas do niszczenia mostów oraz budowania barykad na drogach. Jednocześnie w wielu miejscowościach zaczęto zatrzymywać Tutsi, zazwyczaj mężczyzn, oraz Hutu należących do UPRONA – traktując ich jako zakładników. We wczesnych godzinach wieczornych 21 października Radio Rwanda poinformowało, iż Ndadaye został zamordowany. Mniej więcej tym samym czasie przebywający akurat w Kigali minister zdrowia Burundi, Jean Minani, wystąpił na falach rwandyjskiego radia z apelem do rodaków o stawienie oporu buntownikom. Jeszcze tego samego wieczora Hutu przystąpili do zabijania zakładników. Następnie zaczęli masowo mordować wszystkich Tutsi bez względu na wiek i płeć oraz grabić ich dobytek. Bojówki Hutu mordowały swe ofiary z olbrzymią brutalnością. Tysiące mężczyzn, kobiet i dzieci zabito przy użyciu maczet, włóczni i maczug lub spalono żywcem. Kobiety Tutsi były przed śmiercią gwałcone. Wielokrotnie, choć nie w każdym przypadku, masakrami kierowali lokalni działacze FRODEBU – m.in. zarządcy gminni, urzędnicy lub nauczyciele. Reakcja zdominowanej przez Tutsi armii okazała się jednak równie brutalna. Pod pretekstem „przywracania pokoju i porządku” wojsko szybko przystąpiło do odblokowywania dróg, rozpoczynając jednocześnie zakrojone na szeroką skalę masakry Hutu. Uzbrojeni w ciężką broń żołnierze mordowali wieśniaków bez względu na wiek i płeć, a także palili ich domy, zabijali bydło oraz rabowali dobytek. Dokładna liczba Hutu i Tutsi zamordowanych po śmierci Ndadaye pozostaje trudna do ustalenia. W zależności od źródeł liczbę ofiar podaje się zazwyczaj w przedziale od 30 tys. do 100 tys. Liczba Tutsi zamordowanych w czasie urządzanych przez Hutu pogromów była przy tym prawdopodobnie zbliżona do liczby Hutu zabitych w odwecie przez armię oraz paramilitarne bojówki Tutsi. Ponadto od 400 tys. do 700 tys. Hutu uciekło do sąsiednich krajów, z czego co najmniej połowa znalazła się na terytorium Rwandy. Międzynarodowa komisja śledcza ds. zbadania wypadków, do których doszło w Burundi w październiku 1993, powołana na mocy rezolucji Rady Bezpieczeństwa ONZ z 28 sierpnia 1995, w swym raporcie końcowym uznała, że w październiku 1993 w Burundi miały miejsce „akty ludobójstwa”, których ofiarą padli członkowie grupy etnicznej Tutsi. Członkowie komisji wskazali, iż w masakrach uczestniczyli działacze i urzędnicy FRODEBU niższego szczebla, podkreślając jednocześnie, że zgromadzone dowody nie pozwalają przesądzić, czy owe rzezie zostały zaplanowane lub zlecone przez przywódców wyższej rangi. Kwestia zasadności uznania masakr z 1993 roku za zbrodnię ludobójstwa budzi jednak spory wśród badaczy.
Wieści o zamachu stanu i zabójstwie Ndadaye zostały przyjęte na świecie z powszechnym oburzeniem, co zagroziło Burundi międzynarodową izolacją, sankcjami ekonomicznymi oraz zamrożeniem transferów pomocy rozwojowej. Co więcej, puczu nie poparła umiarkowana część establishmentu Tutsi, a chaos i rzezie, które ogarnęły prowincję, zagroziły wybuchem otwartej wojny domowej. Zdając sobie sprawę, iż sytuacja w kraju wymyka się spod kontroli, przywódcy puczu rozpoczęli gorączkowe negocjacje z ukrywającymi się w obcych ambasadach członkami obalonego rządu. Wieczorem 23 października 1993 oficjalnie ogłoszono przywrócenie rządów cywilnych. Nowy rząd zdołał w dużej mierze powstrzymać falę wzajemnych pogromów, jednak w niektórych regionach kraju, gdzie władza centralna de facto nie sięgała, nadal dochodziło do aktów przemocy na tle etnicznym.
Na mocy porozumienia zawartego przez umiarkowanych polityków Hutu i Tutsi, stanowisko prezydenta objął Cyprien Ntaryamira, Hutu z FRODEBU, podczas gdy Anatole Kanyenkiko, Tutsi z UPRONA, otrzymał stanowisko premiera. UPRONA i pozostałe partie opozycyjne uzyskały także 40% tek ministerialnych w rządzie koalicyjnym. Wdrożenie w życie postanowień porozumienia nie obyło się jednak bez trudności, gdyż zdominowany przez Tutsi sąd konstytucyjny omal nie zablokował wyboru Ntaryamiry. Ostatecznie Zgromadzenie Narodowe wybrało następcę Ndadaye dopiero 13 stycznia 1994. Istotne znaczenie dla dalszego rozwoju sytuacji w Burundi miał jednak w szczególności fakt, iż nie podjęto żadnych poważniejszych działań w celu ukarania przywódców puczu, ani też nie przeprowadzono żadnych zmian kadrowych w szeregach sił zbrojnych. Podpułkownik Jean Bikomagu zachował stanowisko szefa sztabu armii i zwierzchnika żandarmerii. Nowy rząd, m.in. pod naciskiem ugrupowań reprezentujących interesy Tutsi, zaakceptował bowiem wyjaśnienia dowództwa sił zbrojnych, iż zamach został przeprowadzony przez szeregowców i podoficerów z dwóch zbuntowanych batalionów, podczas gdy wysocy rangą oficerowie w obawie o swoje życie wypełniali jedynie polecenia buntowników.

## Eskalacja konfliktu w latach 1993–1996
Po śmierci Ndadaye umiarkowani politycy Hutu i Tutsi zdołali chwilowo powstrzymać wybuch konfliktu na pełną skalę. Nieudany pucz oraz będące jego konsekwencją wzajemne rzezie na tle etnicznym zniszczyły jednak rodzący się międzyetniczny konsensus oraz trwale zdestabilizowały państwo. Ekstremiści Tutsi, którzy wkrótce zdobyli dominującą pozycję w szeregach UPRONA i sprzymierzonych z nią partii, uznawali FRODEBU za „partię ludobójców” i wszelkimi środkami starali się pozbawić ją realnego wpływu na sprawy państwa. Z drugiej strony nastąpiło natomiast odrodzenie ekstremizmu Hutu – skutecznie dotąd moderowanego dzięki sukcesom pokojowej polityki Ndadaye.
Prezydent Ntaryamira wraz z prezydentem sąsiedniej Rwandy, Juvénalem Habyarimaną, zginął 6 kwietnia 1994 na pokładzie prezydenckiego samolotu zestrzelonego nad lotniskiem Kigali. Funkcję p.o. prezydenta objął wówczas inny polityk Hutu z FRODEBU, Sylvestre Ntibantunganya. Śmierć Ntaryamiry oraz napływające z Rwandy informacje o masowych rzeziach Tutsi spowodowały jednak gwałtowne zaostrzenie sytuacji politycznej w Burundi. UPRONA i pozostałe partie reprezentujące interesy Tutsi starały się wykorzystywać zapisy konstytucji oraz swoje wpływy w administracji i sądownictwie, aby ograniczyć realną władzę rządu i prezydenta. Opozycja usiłowała także pozbawić FRODEBU legitymizacji do rządzenia państwem, oskarżając czołowych polityków tej partii o kierowanie masakrami Tutsi w październiku 1993. Celem gwałtownych ataków propagandowych stali się zwłaszcza: Leonard Nyangoma (minister spraw wewnętrznych), Jean Minani (minister zdrowia, później przewodniczący Zgromadzenia Narodowego), Ernest Kabushemeye (minister ds. energii i górnictwa) oraz Jean-Marie Ngendahayo (z pochodzenia Tutsi). Gdy zawodziły środki natury polityczno-prawnej, ekstremiści Tutsi uciekali się do przemocy i zastraszania – poprzez organizowanie strajków, ulicznych rozruchów, skrytobójstw oraz pogromów na tle etnicznym. Paramilitarne bojówki Tutsi – współpracujące, choć nieoficjalnie, z niekontrolowaną przez rząd armią oraz partiami politycznymi opozycji – szerzyły terror na terenie całego kraju. Szczególnie złą sławę zdobyła sobie zwłaszcza tzw. Solidarité jeunesse pour la défense des droits des minorités (SODEJEM), kierowana przez byłego dominikańskiego brata zakonnego, Deo Niyonzimę. Tylko w 1994 roku zostało zamordowanych co najmniej piętnastu wysokiej rangi polityków FRODEBU. Przede wszystkim jednak ekstremiści Tutsi starali się przejąć kontrolę nad stolicą, aby poprzez możliwość nieskrępowanego urządzania demonstracji, strajków, czy ulicznych rozruchów uzyskać skuteczne narzędzie nacisku na rząd i prezydenta. W tym celu bojówki wspierane przez regularną armię urządzały czystki etniczne w zamieszkiwanych przez Hutu dzielnicach Bużumbury. W kwietniu i maju 1994 roku wojsko, pod pretekstem rozbrajania bojówkarzy Hutu, przeprowadziło pacyfikację stołecznych dzielnic Kamenge i Kinama oraz rolniczego regionu Muberube. Według polityków FRODEBU zamordowano wówczas 367 osób, kolejne 2 tys. wypędzono, jak również spalono 57 domów. Z kolei w czerwcu 1994 młodzieżowe bojówki Tutsi, wspierane przez żołnierzy regularnej armii, zamordowały setki Hutu w prowincjach Muramvya, Kayanza, Ngozi i Bururi.
W tych okolicznościach wśród mas Hutu coraz większą popularność zdobywała idea walki zbrojnej. W czerwcu 1994 (według innych źródeł we wrześniu) z szeregów FRODEBU wyłamała się radykalna frakcja pod kierownictwem Leonarda Nyangomy, na której bazie powstało nowe ugrupowanie polityczne – Narodowa Rada na rzecz Obrony Demokracji (Conseil National pour la Défense de la Démocratie – CNDD). Zbrojne ramię CNDD, tzw. Siły Obrony Demokracji (Force pour la défense de la démocratie – FDD), rozpoczęło wojnę partyzancką ze zdominowaną przez Tutsi armią. Walkę podjęły także ugrupowania powstałe na bazie częściowo rozbitego w 1991 roku PALIPEHUTU – w szczególności Forces Nationales de Liberation (PALIPEHUTU-FNL) oraz Front de Libération National (FROLINA). W pierwszej fazie konfliktu armia rządowa stosunkowo szybko zdołała zepchnąć oddziały FDD na terytorium sąsiedniego Zairu. Partyzanci rychło znaleźli jednak oparcie w obozach dla uchodźców Hutu z Rwandy i Burundi, funkcjonujących we wschodnich prowincjach tego kraju. W 1995 roku nawiązali także współpracę ze swoimi pobratymcami z Rwandy, prowadzącymi wojnę partyzancką przeciw zdominowanemu przez Tutsi rządowi w Kigali. Działaniom partyzantów Hutu wielokrotnie towarzyszyły zbrodnie na cywilach Tutsi, na które armia odpowiadała krwawymi represjami. René Lemarchand twierdził, że CNDD – w odróżnieniu od paramilitarnych organizacji Tutsi – już na samym początku zerwała praktycznie wszystkie więzy z FRODEBU. Innego zdania był Willy Nindorera, który podawał, iż pełna separacja CNDD od FRODEBU nastąpiła dopiero w 1996 roku.
Społeczność międzynarodowa nie była w stanie zatrzymać pogłębiającego się kryzysu w Burundi. Już jesienią 1993 rząd tego państwa zwrócił się z apelem o pomoc do Rady Bezpieczeństwa ONZ, nie otrzymał jednak żadnej odpowiedzi. W 1994 roku Rada Bezpieczeństwa odmówiła także skierowania sił pokojowych ONZ do Burundi. Sekretarz Generalny ONZ Butrus Butrus Ghali mianował 25 listopada 1993 byłego ministra spraw zagranicznych Mauretanii, Ahmedou Ould Abdallaha, swoim specjalnym wysłannikiem do Burundi. W latach 1993–1995 specjalny wysłannik starał się bez większego powodzenia wypracować formułę podziału władzy między Hutu a Tutsi. Zdaniem Lemarchanda skuteczność i wiarygodność Ould Abdallaha pomniejszał fakt, iż dość otwarcie sympatyzował on z Tutsi (być może ze względu na swoje arystokratyczne korzenie). Nie powiodły się również wysiłki mediacyjne podejmowane na poziomie regionalnym. Po wydarzeniach z października 1993 Organizacja Jedności Afrykańskiej rozważała co prawda skierowanie do Burundi blisko tysiącosobowej misji pokojowej, lecz plan ten nie został zrealizowany na skutek zdecydowanego sprzeciwu dowództwa burundyjskich sił zbrojnych. Ostatecznie, po długich negocjacjach, OJA skierowała do Burundi jedynie 30-osobową misję obserwacyjną (MIOB).
Tymczasem wobec terroru szerzonego przez armię i paramilitarne bojówki Tutsi, rząd był wkrótce zmuszony skapitulować przed żądaniami opozycji. Porozumienie między FRODEBU a UPRONA, przewidujące, iż obie partie podzielą między siebie stanowiska w radzie ministrów, a także w administracji państwowej szczebla centralnego i lokalnego, w proporcji 60% do 40%, podpisane zostało 12 lipca 1994. Sukces ten nie zadowolił jednak polityków opozycji. W rezultacie już 10 września 1994 – przy mediacji Ould Abdullaha – koalicja partii Hutu pod przywództwem FRODEBU (Forces du Changement Démocratique – FCD) oraz koalicja partii Tutsi pod przywództwem UPRONA (Coalition des Partis Politiques de l’Opposition – CPPO) zawarły nową umowę, znaną pod nazwą „konwencji rządowej” (fr. Convention de Gouvernement). Dokument ten precyzował zasady podziału władzy do czasu zakończenia kadencji prezydenta i parlamentu, tj. do 9 czerwca 1998. „Konwencja rządowa” zwiększyła do 45% udział procentowy UPRONA i jej sojuszników na stanowiskach w radzie ministrów, administracji i służbie dyplomatycznej. Jednocześnie na mocy jej postanowień rząd i parlament utraciły znaczną część swoich prerogatyw na rzecz nowo powołanej, a zarazem niekonstytucyjnej Narodowej Rady Bezpieczeństwa, w której większość miejsc zajęli Tutsi (m.in. na czas obowiązywania konwencji Zgromadzenie Narodowe zostało pozbawione prawa dymisjonowania rządu). W ocenie belgijskiego badacza Filipa Reyntjensa przyjęcie „konwencji rządowej” oznaczało w praktyce zawieszenie demokratycznej konstytucji z 1992 roku, a zarazem instytucjonalne ugruntowanie skutków puczu z października 1993. Wrześniowe porozumienie umożliwiło jednakże odnowienie koalicji rządowej pomiędzy FRODEBU a UPRONA. Zgromadzenie Narodowe 30 września 1994 formalnie wybrało Sylvestre Ntibantunganya na stanowisko prezydenta Burundi. Fotel premiera zachował Anatole Kanyenkiko.
Wrześniowe porozumienie zostało odrzucone przez ekstremistów Tutsi, skupionych m.in. wokół byłego prezydenta Jeana-Baptiste'a Bagazy. UPRONA nadal prowadziła zresztą gwałtowną kampanię propagandową przeciw niektórym liderom FRODEBU. Głównym celem ataków stał się zwłaszcza przewodniczący Zgromadzenia Narodowego, Jean Minani, którego oskarżono o inspirowanie masakr Tutsi w październiku 1993. Początkowo Minani odmawiał ustąpienia ze stanowiska, lecz po krwawych zamieszkach w Bużumburze, sprowokowanych przez ekstremistów Tutsi w grudniu 1994, jego macierzysta partia ponownie ustąpiła i cofnęła poparcie dla jego osoby. Nowym przewodniczącym Zgromadzenia Narodowego został wybrany inny polityk FRODEBU, Leonce Ngendakumana (12 stycznia 1995). Premier Kanyenkiko, mimo iż był Tutsi wywodzącym się z szeregów UPRONA, usiłował bronić Minaniego, przez co rodacy i macierzysta partia uznali go za zdrajcę. Po serii strajków i demonstracji Kanyenkiko musiał ustąpić ze stanowiska premiera (zastąpił go twardogłowy polityk Tutsi, Antoine Nduwayo).
Mimo zawarcia „konwencji rządowej” w Burundi nadal panowały chaos i przemoc. Prezydent i znajdujący się w rozsypce FRODEBU byli de facto pozbawieni realnej władzy oraz autorytetu w społeczeństwie. Narastał także kryzys ekonomiczny. Wojsko wspierane przez bojówki Tutsi dokonało w dniach 23 i 24 marca 1995 pacyfikacji stołecznych dzielnic Bwiza i Buyenzi, uznawanych za bastiony Hutu. Zamordowano wówczas co najmniej 400 mężczyzn, kobiet i dzieci, spalono dziesiątki domów, a blisko 30 tys. osób zmuszono do ucieczki na terytorium Zairu. Nocą 6 czerwca 1995 na terenie kampusu Uniwersytetu Burundi zamordowano 27 studentów Hutu (wkrótce Hutu zostali usunięci z wszystkich szkół wyższych i średnich). Z danych przedstawionych przez FRODEBU wynikało, że do połowy 1996 roku zostało zamordowanych blisko 150 polityków, działaczy, dziennikarzy i duchownych Hutu – w tym trzynastu parlamentarzystów, sześciu gubernatorów prowincji, siedmiu doradców gubernatorów prowincji oraz osiemnastu zarządców gminnych. Pogorszyła się także sytuacja na obszarach prowincjonalnych. Na przełomie marca i kwietnia 1995 wojsko w odwecie za ataki partyzantów Hutu zamordowało setki cywilów w prowincjach Muyinga, Bubanza, Karuzi, Bururi i Gitega, a tysiące innych zmusiło do ucieczki. Według szacunków ambasady USA tylko w pierwszej z wyżej wymienionych prowincji zginęło wówczas co najmniej 400 osób. Pod koniec listopada 1995 gwałtowne walki wybuchły na obszarach przy granicy z Tanzanią. Do 1996 roku z Bużumbury i innych większych miast wypędzono praktycznie wszystkich Hutu, podczas gdy na obszarach wiejskich Tutsi mieli szansę przetrwać tylko w strzeżonych przez wojsko obozach dla uchodźców.
Społeczność międzynarodowa usiłowała bez większego powodzenia zapobiec eskalacji konfliktu. W marcu 1995 dzięki mediacji francuskiego ministra ds. kooperacji, Bernarda Debré, zawarte zostało porozumienie ws. zawieszenia broni i rozbrojenia paramilitarnych milicji; bardzo szybko zostało ono jednak zerwane. Z kolei w kwietniu 1995 niepowodzeniem zakończyły się zabiegi dyplomatyczne podjęte przez Sekretarza Generalnego OJA, Salima Ahmeda Salima. Butrus Butrus Ghali 29 grudnia 1995 oficjalnie zaproponował sformowanie na obszarze Tanzanii i Zairu kontyngentu sił interwencyjnych ONZ, które miałyby wkroczyć do Burundi w przypadku gwałtownego zaostrzenia konfliktu. Pomysł skierowania sił pokojowych ONZ do Burundi powracał również w 1996 roku, przy czym Etiopia, Uganda i Tanzania oznajmiły gotowość skierowania swoich żołnierzy do udziału w ewentualnym kontyngencie pokojowym. Owe inicjatywy nie uzyskały jednak poparcia Rady Bezpieczeństwa ONZ – Rosja i Chiny wyraziły sprzeciw, podczas gdy USA i Wielka Brytania zachowały bierną postawę. Na postępowanie wielkich mocarstw wpływ miały przede wszystkim pamięć o klęskach misji pokojowych ONZ w Somalii i Rwandzie oraz wątpliwości co do szczegółowego mandatu sił pokojowych. Istotne znaczenie miał również fakt, iż władze Burundi nie wyraziły zgody na rozpoczęcie misji pokojowej ONZ na terenie swojego kraju.

### Zamach stanu w lipcu 1996 roku

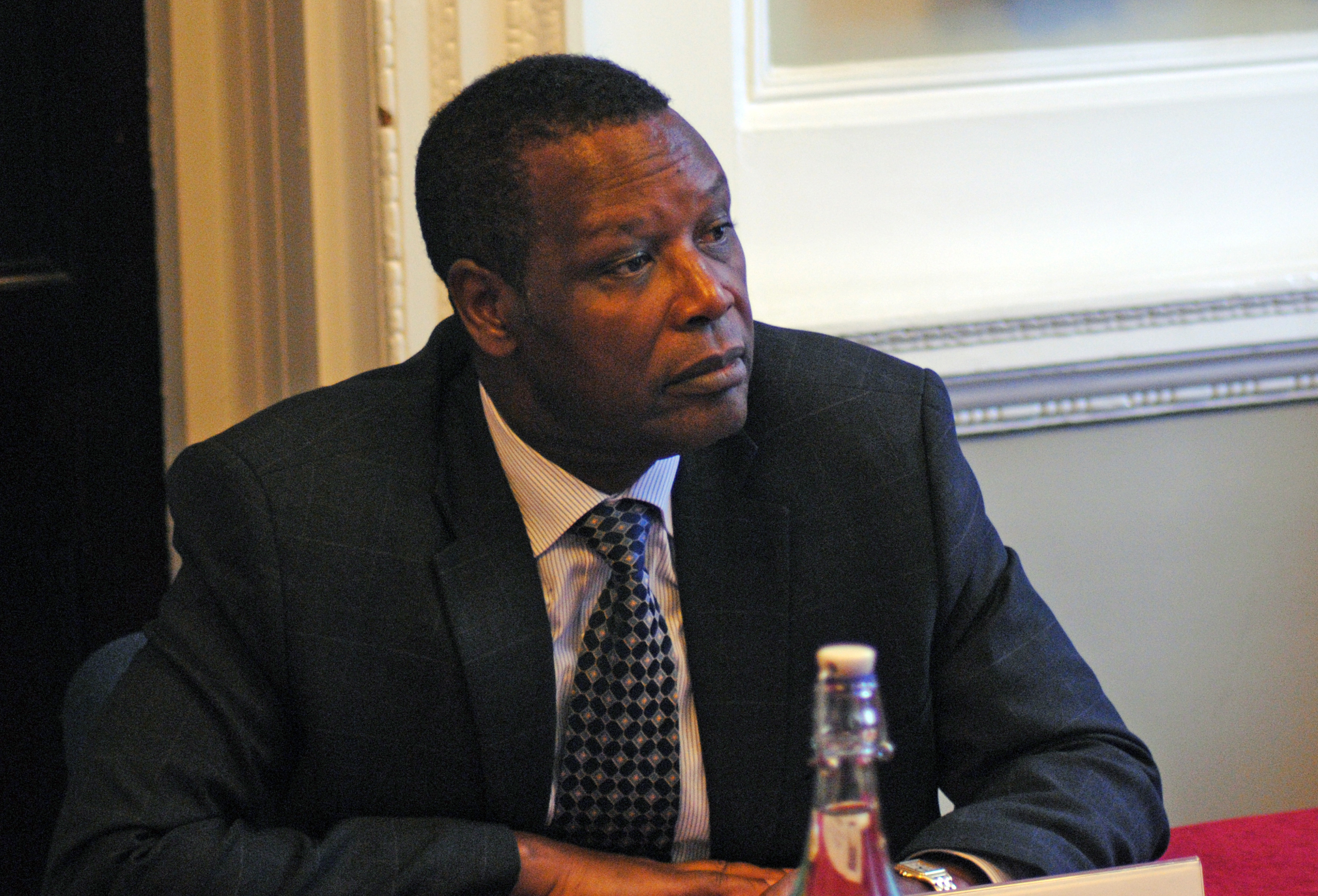
Pierre Buyoya (2013)

20 lipca 1996 bojówkarze Hutu zamordowali około 300 cywilów Tutsi przebywających w obozie dla uchodźców w Bugendana. Nie udało się ustalić, które ze zbrojnych ugrupowań Hutu dokonało tej zbrodni (najczęściej w tym kontekście wskazywane były PALIPEHUTU-FNL lub FROLINA). Niemniej politycy Tutsi obarczyli FRODEBU odpowiedzialnością za masakrę w Bugendana, co dało burundyjskiej armii pretekst do ostatecznego zerwania z pozorami demokracji.
Wojsko dokonało 25 lipca 1996 zamachu stanu, obalając cywilny rząd. Prezydent Ntibantunganya był zmuszony szukać schronienia w ambasadzie USA. Do władzy przywrócony został były prezydent Pierre Buyoya. Obalenie legalnego rządu usprawiedliwiał on koniecznością „przyjścia na ratunek zagrożonej ludności”, nieskutecznością dotychczasowych wysiłków na rzecz pokojowego rozwiązania kryzysu oraz groźbą zagranicznej interwencji. W ocenie Filipa Reyntjensa był to jednak swoisty epilog trwającego od października 1993 „pełzającego puczu”.
Pucz z 25 lipca 1996 roku został bardzo negatywnie przyjęty przez społeczność międzynarodową. Już 31 lipca przywódcy państw wschodniej i centralnej Afryki, zgromadzeni na regionalnym szczycie w Aruszy, przy poparciu OJA zadecydowali o nałożeniu sankcji ekonomicznych na Burundi (powściągliwe stanowisko zajęła tylko Rwanda, rządzona już wówczas przez Tutsi). Objęły one m.in. szereg artykułów pierwszej potrzeby, w tym paliwa, oraz uderzyły w burundyjskie linie lotnicze, co w konsekwencji znacznie osłabiło gospodarkę kraju. Przywódcy regionu wyznaczyli jednocześnie byłego prezydenta Tanzanii, Juliusa Nyerere, swoim mediatorem w burundyjskim konflikcie. Z kolei we wrześniu 1996 Rada Bezpieczeństwa ONZ zażądała od Buyoyi, aby do 31 października 1996 rozpoczął negocjacje pokojowe z opozycją, grożąc w przeciwnym wypadku nałożeniem sankcji ekonomicznych na Burundi. Sankcje były krytykowane przez liczne organizacje pozarządowe, gdyż uderzały one głównie w ubogą ludność wiejską, a kapitał polityczny zbijały na nich przede wszystkim ekstremistyczne ugrupowania Hutu. Niemniej zdaniem René Lemarchanda Buyoya w innym wypadku nie zgodziłby się tak szybko na polityczne ustępstwa – m.in. na wznowienie działalności Zgromadzenia Narodowego, czy legalizację działalności opozycji politycznej. Ostatecznie dzięki ustępliwej postawie reżimu ONZ nie zdecydowało się na nałożenie sankcji ekonomicznych na Burundi. Sankcje nałożone przez państwa wschodniej i centralnej Afryki pozostały natomiast w mocy do 23 stycznia 1999.

## Przebieg działań zbrojnych w latach 1996–2000
Armia rządowa i wspierające ją paramilitarne bojówki Tutsi dysponowały wyraźną przewagą nad partyzantką Hutu. O ile w latach 1998–1999 liczebność armii rządowej szacowana była na ok. 40 tys. żołnierzy, o tyle w szeregach najsilniejszego ugrupowania rebelianckiego, tj. CNDD, walczyło maksymalnie do 10 tys. bojowników, podczas gdy liczebność PALIPEHUTU-FNL szacowano na ok. 2 tys. partyzantów. Ugrupowania rebelianckie cierpiały przy tym na chroniczne braki broni, zaopatrzenia i funduszy. Ten stan rzeczy był spowodowany przede wszystkim faktem, iż partyzantce Hutu nie udało się uzyskać poważniejszych źródeł finansowania i zaopatrzenia poza granicami Burundi. Rebelianci uzyskiwali co prawda spore dochody dzięki kontroli nad kanałami przemytu przebiegającymi przez tanzańskie miasto Kigoma, a w 1995 roku nawiązali współpracę z rebeliantami Hutu z Rwandy. Po wybuchu II wojny domowej w Kongu (1998) zaczęli także otrzymywać dostawy broni od rządów Demokratycznej Republiki Konga i Zimbabwe. Niemniej było to wsparcie stosunkowo skromne, nieporównywalne chociażby z wszechstronną pomocą, jaką od rządów Rwandy i Ugandy otrzymywały w tym czasie ugrupowania rebelianckie w DR Konga. W tej sytuacji burundyjscy rebelianci musieli szukać oparcia przede wszystkim w obozach dla uchodźców Hutu, znajdujących się na terytoriach sąsiednich państw. Ponadto za pomocą perswazji lub przymusu partyzanci masowo rekrutowali wieśniaków Hutu z Burundi. W szeregach ugrupowań rebelianckich znalazło się w ten sposób wiele dzieci-żołnierzy. Masowy werbunek dzieci-żołnierzy cechował zwłaszcza PALIPEHUTU-FNL, które z tego powodu – a także ze względu na swoisty mistycyzm charakteryzujący ideologię tego ugrupowania – były często porównywane z ugandyjską Armią Bożego Oporu.
Piętą achillesową partyzantki Hutu, przekładającą się m.in. na brak większego wsparcia z zagranicy, było także jej polityczne rozdrobnienie. Za przykład mogą tu posłużyć losy CNDD i jej zbrojnego skrzydła FDD. Pod koniec 1996 roku organizacja ta otrzymała bardzo poważny cios, gdyż w związku z wybuchem I wojny domowej w Kongu obozy dla uchodźców Hutu – leżące we wschodnich prowincjach tego kraju i służące za bazy dla burundyjskich i rwandyjskich rebeliantów – zostały zniszczone przez rwandyjską armię oraz wspieranych przez nią rebeliantów Tutsi-Banyamulenge z Sojuszu Sił Demokratycznych na rzecz Wyzwolenia Konga (AFDL). Bojownicy FDD powrócili wówczas do Burundi, po czym przedarli się na terytorium Tanzanii, by kontynuować walkę w oparciu o tamtejsze obozy dla uchodźców Hutu. Wybuch II wojny domowej w Kongu doprowadził jednak do wewnętrznego kryzysu w organizacji. O ile bowiem założyciel CNDD, Leonard Nyangoma, zamierzał w oparciu o obozy w Tanzanii kontynuować walkę z rządem w Bużumburze, o tyle frakcja pod przywództwem Jeana-Bosco Ndayikengurukiye optowała za powrotem do wschodnich prowincji Konga, aby tam w sojuszu z armią prezydenta Laurenta-Désiré Kabili i wspierającą go milicją Mai Mai podjąć walkę z kolejną rebelią Tutsi-Banyamulenge, wspieraną przez rządy Rwandy, Ugandy i Burundi. Wewnętrzne różnice pogłębiły oskarżenia pod adresem Nyangomy, iż faworyzuje on działaczy i oficerów ze swojej rodzinnej prowincji Bururi. Ostatecznie Ndayikengurukiye wraz z niemal całym wojskowym skrzydłem organizacji dokonał rozłamu i udał się do wschodniego Konga. Jego ugrupowanie przyjęło teraz nazwę CNDD-FDD, podczas gdy CNDD pod przywództwem Nyangomy została zredukowana do roli politycznego stronnictwa bez żadnej siły militarnej. Przywództwo Ndayikengurukiye charakteryzowała brutalność i jednoosobowe podejmowanie decyzji; nie zdobył on sobie także większego autorytetu wśród bojowników walczących w Burundi. Pozycję Ndayikengurukiye podkopała dodatkowo klęska, którą wraz ze swoimi kongijskimi sojusznikami poniósł w bitwie o Pweto (2000). Ostatecznie w październiku 2001 został pozbawiony przywództwa, a kierownictwo CNDD-FDD objął Pierre Nkurunziza, wspierany przez sekretarza generalnego, a zarazem szarą eminencję ruchu – Husseina Radjabu. Zmarginalizowany Ndayikengurukiye wraz ze swą niewielką frakcją był wkrótce zmuszony podpisać porozumienie pokojowe z rządem. Z kolei CNDD-FDD pod przywództwem Nkurunzizy i Radjabu przekształciło się szybko w silną i prężnie działającą organizację polityczno-militarną, w wielu regionach Burundi odgrywającą rolę niemalże równoległego rządu. W tym miejscu należy jednak zaznaczyć, że wewnętrzne podziały nie były domeną wyłącznie CNDD. Spory na tle wyboru odpowiedniej taktyki doprowadziły także do rozłamów w PALIPEHUTU-FNL. Miały przy tym miejsce wypadki, gdy ugrupowania Hutu prowadząc walkę z armią rządową walczyły jednocześnie między sobą.
Rebelianci Hutu byli zbyt słabi militarnie, by móc przeprowadzić zwycięską ofensywę przeciw siłom rządowym. Niemniej byli w stanie zadawać przeciwnikowi odczuwalne ciosy. W 1997 roku liczba żołnierzy i rebeliantów poległych od momentu rozpoczęcia konfliktu sięgnęła tysiąca, wskutek czego wojna  domowa w Burundi po raz pierwszy spełniła definicję „poważnego konfliktu zbrojnego”, przyjętą przez SIPRI. W styczniu 1998 partyzanci zdołali na krótko zdobyć lotnisko pod Bużumburą; w wyniku zaciętych walk zginęło wówczas ok. 250 osób. Z kolei w pierwszych miesiącach 1999 roku rebelianci nasilili ataki w południowej części kraju oraz na obszarze wokół stolicy, na co rządowa armia odpowiedziała brutalnymi operacjami przeciwpartyzanckimi. Rebelianci ponownie przypuścili 1 lipca 1999 atak na Bużumburę. Zaciekłe walki w wielu regionach kraju toczyły się także przez cały 2000 rok. W trakcie działań wojennych partyzanci chętnie niszczyli infrastrukturę oraz atakowali obiekty należące do dużych przedsiębiorstw państwowych, licząc, że pogłębiając w ten sposób kryzys gospodarczy, spowodują wzrost niezadowolenia społeczeństwa z rządów prezydenta Buyoyi. Obie strony nagminnie dopuszczały się także zbrodni na ludności cywilnej. Szacowano, iż do końca 1999 roku wojna domowa pochłonęła blisko 200 tys. ofiar, przy czym w walce z bronią w ręku polec miało do tego czasu mniej niż 3 tys. żołnierzy i partyzantów. Blisko 300 tys. mieszkańców Burundi było zmuszonych uciec za granicę, a kolejnych 600 tys. uznawanych było za uchodźców wewnętrznych.
Szczególnie wiele ofiar pochłonęła prowadzona przez reżim Buyoyi polityka „przegrupowania ludności”, której celem było odseparowanie partyzantów od ludności cywilnej. Pod pretekstem konieczności zapewnienia rolnikom „ochrony przed rebeliantami”, rząd zarządził przesiedlenie setek tysięcy Hutu do tzw. obozów zbiorczych – pod wieloma względami przypominających obozy koncentracyjne. Politykę  „przegrupowania ludności” wdrażano przy tym bardzo brutalnie – wieśniacy opierający się wysiedleniu nierzadko byli mordowani przez żołnierzy. Szacowano, że do końca 1999 roku w obozach mogło się znaleźć nawet do 800 tys. mężczyzn, kobiet i dzieci. W samej tylko prowincji Bużumbura, uznawanej za bastion PALIPEHUTU-FNL, do obozów zbiorczych zostało przesiedlonych ok. 300 tys. rolników Hutu. W ocenie SIPRI polityka „przegrupowania ludności” okazała się relatywnie skutecznym środkiem walki z rebelią, pod względem humanitarnym stanowiła jednak prawdziwą katastrofę. W obozach panowały bowiem fatalne warunki sanitarne i bytowe; brakowało żywności, wody, lekarstw i elektryczności. Wiele obozów było przy tym zlokalizowanych na obszarach peryferyjnych, w oddaleniu od głównych dróg, co w warunkach trwającego konfliktu utrudniało lub wręcz uniemożliwiało organizacjom humanitarnym niesienie pomocy wysiedlonym. W rezultacie osadzeni w obozach Hutu masowo umierali na skutek głodu i chorób. Ci, którzy przetrwali, byli zdani na łaskę i niełaskę strzegących obozów żołnierzy. Pozostawione przez rolników zbiory, bydło oraz domy były rabowane i niszczone zarówno przez armię rządową, jak też rebeliantów. W tych okolicznościach polityka „przegrupowania ludności” stała się wkrótce obiektem gwałtownej krytyki ze strony społeczności międzynarodowej. W 2000 roku Nelson Mandela, pełniący już w tym czasie funkcję głównego mediatora w burundyjskim konflikcie, zażądał od prezydenta Buyoyi zamknięcia obozów do końca lipca 2000. Ostatecznie Bużumbura ugięła się pod międzynarodowymi naciskami – do czerwca 2000 liczba wysiedleńców przebywających w obozach zmniejszyła się do 100 tys., a w sierpniu tego roku rząd oficjalnie ogłosił, iż zasadniczo zakończył likwidację obozów. Wobec trwających wciąż walk oraz utraty całego dobytku, dziesiątki tysięcy wysiedleńców nie miały jednak możliwości powrotu do swoich domów.
Wojna domowa w Burundi pozostawała powiązana z innymi konfliktami trwającymi w tym czasie w regionie Wielkich Jezior Afrykańskich. Jak już wspomniano wcześniej, rebelianci z CNDD-FDD korzystali z baz w Tanzanii i wschodnim Kongu, a swoje działania starali się koordynować z kongijską milicją Mai Mai oraz rebeliantami Hutu z Rwandy. Pewna liczba rwandyjskich Hutu miała m.in. uczestniczyć we wspomnianym ataku na lotnisko w Bużumburze. PALIPEHUTU-FNL także korzystały ze wsparcia rwandyjskich Hutu – sojusz ten został jednak zerwany, gdy na początku 2000 roku bojownicy FNL zabili blisko 100 bojowników o rwandyjskich korzeniach. Z kolei burundyjska armia w pościgu za rebeliantami nierzadko zapuszczała się na terytorium pogrążonej w wojnie Demokratycznej Republiki Konga. Paramilitarne milicje Tutsi chętnie rekrutowały także swoich pobratymców zdemobilizowanych z rwandyjskiej armii.

## Porozumienie pokojowe w Aruszy
Podczas gdy w Burundi trwała regularna wojna domowa, w tanzańskiej Aruszy już w czerwcu 1998 roku rozpoczęły się negocjacje pokojowe. W roli głównego mediatora występował początkowo były prezydent Tanzanii, Julius Nyerere. Przyjęta przez niego strategia negocjacyjna była pełna sprzeczności. Z jednej strony Nyerere starał się bowiem zapewnić jak największej liczbie stronnictw możliwość udziału w procesie pokojowym – bez względu na ich realne poparcie w społeczeństwie Burundi. Z drugiej strony sprzeciwiał się natomiast dopuszczeniu do negocjacji dwóch najsilniejszych zbrojnych ugrupowań Hutu – tj. CNDD-FDD pod przywództwem Pierre’a Nkurunzizy oraz PALIPEHUTU-FNL, kierowanych przez Agathona Rwasę. W tej ostatniej kwestii jego postępowanie prawdopodobnie było spowodowane naciskiem ugrupowań Tutsi, a także bezkompromisową postawą obu kluczowych ugrupowań Hutu – odrzucających ideę podziału władzy z Tutsi oraz domagających się przywrócenia demokratycznej konstytucji z 1992 roku.
Strategia Nyerere pogłębiła fragmentaryzację burundyjskiej sceny politycznej, gdyż przyczyniła się do powstania licznych „kanapowych” partii Hutu i Tutsi, utworzonych wyłącznie w celu zapewnienia ich przywódcom stanowisk w przyszłym rządzie jedności narodowej. Przyczyniła się także do radykalizacji obu najsilniejszych zbrojnych ugrupowań Hutu. Niemniej Nyerere zdołał odnieść pewne sukcesy, m.in. doprowadzić do zniesienia sankcji ekonomicznych, nałożonych na Burundi w 1996 roku przez państwa wschodniej i centralnej Afryki (23 stycznia 1999). Po śmierci Nyerere (październik 1999), funkcję mediatora w burundyjskim konflikcie powierzono byłemu prezydentowi RPA, Nelsonowi Mandeli. W przeciwieństwie do poprzednich mediatorów zajmował on o wiele bardziej twarde stanowisko wobec żądań Tutsi.
Porozumienie w sprawie pokoju i pojednania w Burundi w obecności Mandeli, prezydenta USA Billa Clintona oraz licznie zgromadzonych przywódców państw regionu zawarto 28 sierpnia 2000 w Aruszy. Pod tekstem porozumienia podpisali się przedstawiciele koalicji siedmiu partii Hutu (tzw. G-7) oraz dziesięciu partii Tutsi (tzw. G-10). W gronie uczestników porozumienia – zarówno tych, którzy uczestniczyli w ceremonii w Aruszy, jak i tych, którzy przystąpili do porozumienia przed końcem 2001 roku – znalazły się takie ugrupowania jak FRODEBU, UPRONA, PARENA, FROLINA, oraz mniejsze frakcje PALIPEHUTU i CNDD (w tym frakcje Nyangomy i Ndayikengurukiye).
Najważniejsze postanowienia porozumienia z Aruszy przewidywały:
- przerwanie działań wojennych.
- powołanie tymczasowego rządu koalicyjnego, złożonego z przedstawicieli partii reprezentujących interesy Hutu i Tutsi, który miał sprawować władzę w Burundi przez okres trzech lat – tj. do czasu przyjęcia nowej konstytucji i przeprowadzenia demokratycznych wyborów. Porozumienie przewidywało, że przez pierwszych 18 miesięcy funkcję prezydenta sprawować będzie przedstawiciel Tutsi, podczas gdy przedstawiciel Hutu piastować będzie stanowisko wiceprezydenta. Z kolei w drugiej połowie okresu przejściowego przedstawiciel Hutu objąłby stanowisko prezydenta, podczas gdy fotel wiceprezydenta przypadłby przedstawicielowi Tutsi.
- wyrównanie liczby Hutu i Tutsi służących w szeregach armii rządowej oraz w państwowych służbach bezpieczeństwa.
- likwidację obozów dla ludności Hutu, uwolnienie więźniów politycznych oraz umożliwienie powrotu uchodźców.
- utworzenie kierowanej przez ONZ komisji ds. monitorowania realizacji postanowień porozumienia, a także rozlokowanie w Burundi specjalnego kontyngentu wojskowego, złożonego głównie z żołnierzy z RPA (1500 żołnierzy), którego celem miała być ochrona powracających z wygnania polityków oraz wsparcie reformy burundyjskich sił zbrojnych.
- powołanie Komisji Prawdy i Pojednania, której celem miało być m.in. dogłębne zbadanie przypadków naruszeń praw człowieka, do których dochodziło w Burundi od 1962 roku.

Realizacja postanowień porozumienia z Aruszy przebiegała bardzo powoli, wielu z nich nie udało się zresztą nigdy wcielić w życie lub zostały one zrealizowane co najwyżej częściowo. Dopiero 23 lipca 2001 zawarto porozumienie, w którym uzgodniono ostateczny kształt rządu tymczasowego. Sam rząd został natomiast powołany 1 listopada 2001. Stanowisko prezydenta piastował nadal Pierre Buyoya, który na swego zastępcę desygnował Domitiena Ndayizeye – Hutu z szeregów FRODEBU. Zgodnie z postanowieniami porozumienia, Buyoya ustąpił po 18 miesiącach, a na stanowisku prezydenta zastąpił go Ndayizeye (z Alphonse-Marie Kadege w roli wiceprezydenta). Rząd tymczasowy był niezwykle rozrośnięty, a przez to nieefektywny – niemniej czas pokazał, iż możliwość uzyskania lukratywnych stanowisk poprzez przyłączenie się do koalicji rządowej stanowiła dla wielu burundyjskich polityków atrakcyjną alternatywę wobec walki zbrojnej.
Porozumienie z Aruszy nie przełożyło się na stabilizację kraju, gdyż dwa największe ugrupowania rebelianckie kontynuowały walkę zbrojną. Badacze oceniają jednak, iż stanowiło swoisty punkt zwrotny – pierwszy krok na drodze do pełnego pokoju w Burundi.

## Stopniowe wygaszanie konfliktu

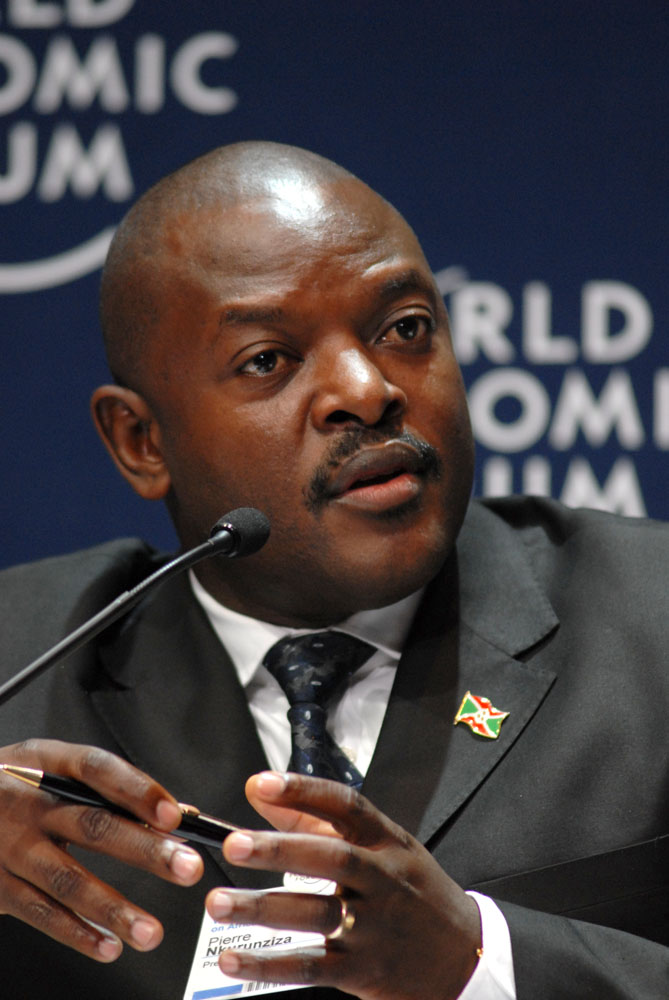
Pierre Nkurunziza (2008)

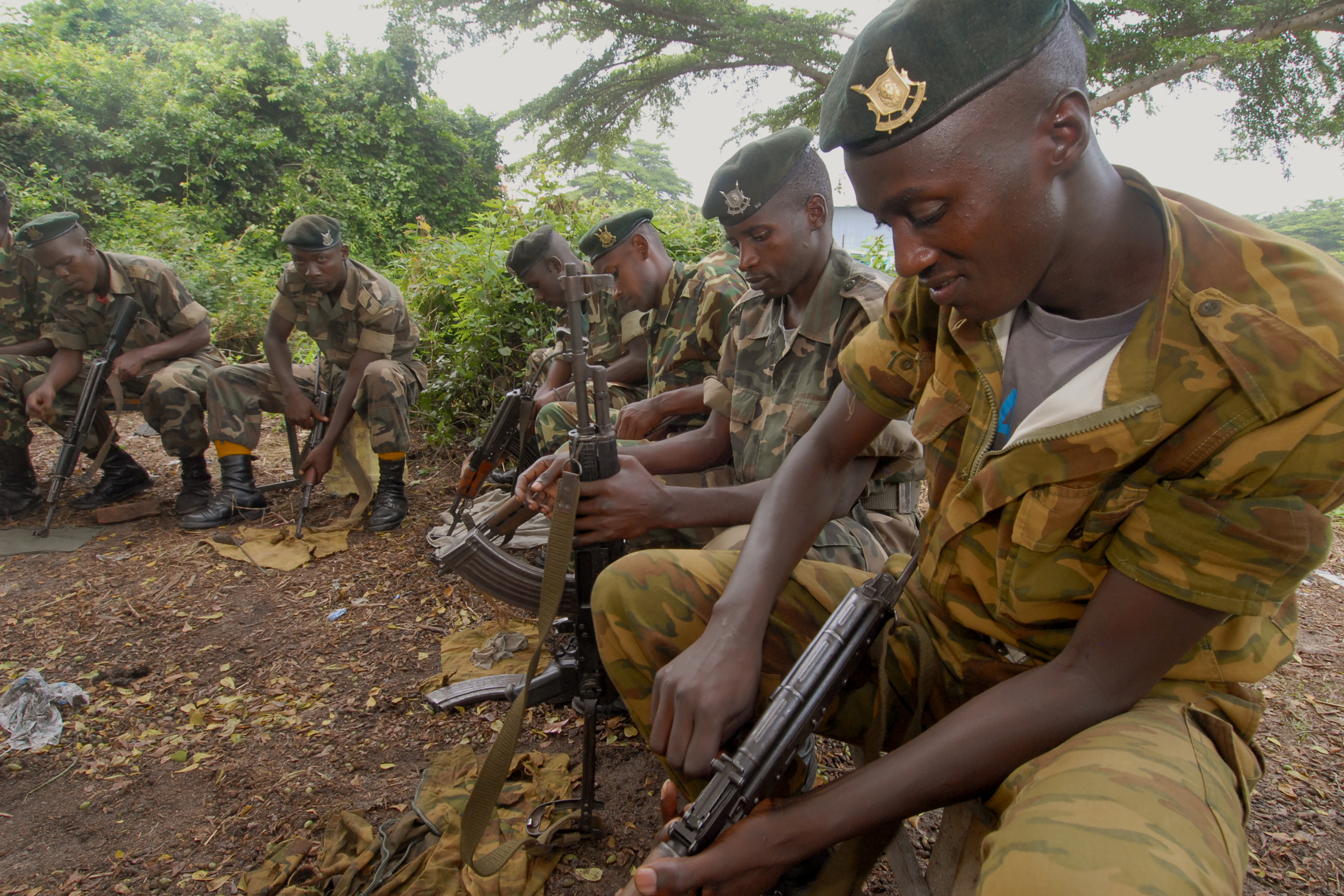
Żołnierze armii Burundi (2006)

Mimo podpisania porozumienia w Aruszy, w latach 2000–2002 w Burundi toczyły się nadal zacięte walki, w których wyniku zginęły tysiące ludzi, a dziesiątki tysięcy stały się uchodźcami. Wobec zbliżającego się zakończenia II wojny domowej w Kongu, rebelianci z CNDD-FDD i PALIPEHUTU-FNL stanęli przed perspektywą utraty bezpiecznych baz we wschodnich prowincjach tego kraju, stąd też zwiększyli swoją aktywność na terytorium Burundi. Prawdopodobnie wciąż liczyli także na uzyskanie pomocy militarnej i finansowej od rządów DR Kongo i Zimbabwe, a także od swoich pobratymców z Tanzanii i Konga. Oba największe rebelianckie ugrupowania dysponowały zresztą nadal poważną siłą militarną. W 2001 roku ich liczebność szacowano na łącznie ok. 15 tys.–20 tys. bojowników. Ich największą słabością pozostawały natomiast wewnętrzne podziały i wzajemna rywalizacja.
W tych okolicznościach konflikt nie stracił nic ze swej intensywności. Głośnym echem odbił się atak na autobus „Titanic Express”, przeprowadzony przez bojowników PALIPEHUTU-FNL w okolicach Bużumbury, w którego wyniku zginęło 20 cywilów Tutsi oraz obywatelka Wielkiej Brytanii (28 grudnia 2000) . Pod koniec lutego 2001 PALIPEHUTU-FNL zainicjowały jedną ze swoich największych ofensyw, atakując stolicę od północy. Atak został odparty, lecz w wyniku trwającej blisko dwa tygodnie bitwy zginęły setki ludzi, a blisko 50 tys. było zmuszonych opuścić swoje domy. Do końca roku w wielu regionach Burundi, zwłaszcza w północno-wschodnich prowincjach, toczyły się zaciekłe walki między rządową armią a rebeliantami. Niemożliwa stała się w ten sposób realizacja niektórych postanowień porozumienia z Aruszy, zwłaszcza dotyczących powrotu uchodźców i reformy sił zbrojnych. Zaciekłe walki toczyły się również przez cały rok 2002. SIRPI oceniał, iż w samej tylko walce z bronią w ręku poległo wówczas ok. 1100 żołnierzy i partyzantów. Żołnierze rządowej armii zamordowali 9 września 2002 w Itaba (prowincja Gitega) od 173 do 267 mężczyzn, kobiet i dzieci .
Niemniej nie ustawały wysiłki na rzecz pokojowego zakończenia konfliktu. Szczególnie aktywne działania podejmowała w tym zakresie dyplomacja RPA, gdyż państwo to przyjęło już wówczas na siebie rolę głównego mediatora w burundyjskim konflikcie. Porozumienie o zawieszeniu broni pomiędzy CNDD-FDD a rządem w Bużumburze podpisano 2 grudnia 2002 w Aruszy. Przewidywało ono m.in. utworzenie komisji wspólnej ds. przestrzegania rozejmu oraz rozlokowanie w Burundi misji obserwacyjnej Unii Afrykańskiej. Po upływie nieco ponad pół roku CNDD-FDD wznowiło jednak walkę zbrojną, dokonując serii ataków i porwań w prowincji Kayanza, co zmusiło blisko 43 tys. ludzi do ucieczki ze swych domów (14-20 czerwca 2003). CNDD-FDD, która żądała włączenia 75% swoich bojowników w szeregi regularnej armii oraz otrzymania 50% miejsc w rządzie tymczasowym, prawdopodobnie zamierzała wzmocnić w ten sposób swoją pozycję negocjacyjną. Ostatecznie dzięki wysiłkom południowoafrykańskiej dyplomacji – w szczególności ówczesnego prezydenta Thabo Mbekiego oraz jego zastępcy Jacoba Zumy – udało się 16 listopada 2003 podpisać w Dar es Salaam porozumienie pokojowe pomiędzy CNDD-FDD a rządem Burundi. Kluczowym czynnikiem, który umożliwił zawarcie porozumienia, była prawdopodobnie zgoda prezydenta Ndayizeye na przyznanie rebeliantom Nkurunzizy czterech tek ministerialnych w rządzie tymczasowym (w tym teki nowo powołanego ministra stanu, z którym prezydent powinien konsultować kluczowe sprawy państwowe), piętnastu mandatów w tymczasowym parlamencie, foteli gubernatorów trzech prowincji, stanowisk zarządców w trzydziestu gminach, dwóch stanowisk ambasadorskich, a także 40% stanowisk oficerskich w siłach zbrojnych, 35% stanowisk kierowniczych w policji i wywiadzie oraz 20% stanowisk kierowniczych w państwowych przedsiębiorstwach. Skuteczna integracja bojowników CNDD-FDD z państwowymi strukturami siłowymi, stała się jednym z kluczowych czynników zapewniających trwałość porozumienia pokojowego z Dar es Salaam. Duże znaczenie dla sukcesu procesu pokojowego miało także rozlokowanie w Burundi w kwietniu 2003 liczącej 3335 żołnierzy misji pokojowej Unii Afrykańskiej (African Mission in Burundi – AMIB).
PALIPEHUTU-FNL kontynuowały tymczasem walkę zbrojną. W lipcu 2003 ich bojownicy przypuścili kolejny atak na stolicę, który przerodził się w krwawe pięciodniowe walki, zakończone śmiercią 310 rebeliantów (w większości dzieci-żołnierzy) oraz dziesiątek cywilów. Podpisanie porozumienia w Dar es Salaam przywódcy FNL uznali za zdradę sprawy Hutu, inicjując w konsekwencji ataki również na bojowników CNDD-FDD. W grudniu 2003 w urządzonej przez partyzantów zasadzce zginął nuncjusz apostolski w Burundi, abp Michael Courtney. W styczniu 2004 PALIPEHUTU-FNL przystąpiły do rozmów pokojowych z rządem, a 21 kwietnia tego roku ogłosiły jednostronny rozejm. Niemniej przez całą pierwszą połowę 2004 roku trwały walki pomiędzy partyzantami a armią rządową, które zmusiły blisko 30 tys. cywilów do ucieczki ze swoich domów. W sierpniu 2004 rebelianci dokonali masakry w obozie dla uchodźców w Gatumba, mordując tam blisko 160 Tutsi-Banyamulenge z sąsiedniej DR Konga. W odpowiedzi na tę zbrodnię rząd zawiesił rozmowy pokojowe, a państwa regionu uznały PALIPEHUTU-FNL za organizację terrorystyczną.
Mimo opóźnień, rozlicznych trudności oraz trwających wciąż walk z PALIPEHUTU-FNL, proces pokojowy był kontynuowany. W 2004 roku rozpoczął się proces rozbrajania, demobilizacji i reintegracji. Do 31 maja 2005 broń złożyło 9300 rebeliantów Hutu, w tym 2939 dzieci-żołnierzy oraz 515 kobiet-żołnierzy. Z kolei do czerwca 2006 roku złożyło broń lub zostało zdemobilizowanych 20 294 byłych rebeliantów oraz żołnierzy rządowej armii (pozwoliło to zmniejszyć liczebność tej ostatniej do 30 tys. żołnierzy). W tym samym okresie zdemobilizowano również 28 125 członków paramilitarnych milicji Tutsi. Tylko w latach 2004–2005 z obozów w Tanzanii powróciło do Burundi blisko 170 tys. uchodźców. Rada Bezpieczeństwa ONZ podjęła 21 maja 2004 decyzję o rozpoczęciu misji pokojowej ONZ w Burundi, która zastąpiła dotychczasową misję Unii Afrykańskiej. Na mocy referendum z 28 lutego 2005 przyjęta została nowa konstytucja, sporządzona przy wydatnej pomocy południowoafrykańskich ekspertów i uwzględniająca doświadczenia z tamtejszej transformacji ustrojowej. Przywracała ona rządy demokratyczne, wdrażając jednocześnie szereg rozwiązań i mechanizmów gwarantujących równowagę pomiędzy Hutu a Tutsi. Tymczasowy parlament przyjął również nowe prawo wyborcze.
Wybory lokalne, w których bezapelacyjne zwycięstwo odniosła CNDD-FDD, uzyskując poparcie 62,6% wyborców i zdobywając 55% miejsc w radach gminnych, przeprowadzono 3 czerwca 2005. Radykalne bojówki usiłowały zakłócić przebieg wyborów, niemniej frekwencja była bardzo wysoka. Wybory do Zgromadzenia Narodowego, w których ponownie zwyciężyła CNDD-FDD, uzyskując poparcie rzędu 58,23%, odbyły się 4 lipca. W izbie niższej zasiadło ostatecznie 64 przedstawicieli CNDD-FDD, 30 przedstawicieli FRODEBU oraz 15 przedstawicieli UPRONA. Dwóm mniejszym partiom przypadło sześć mandatów, a przedstawicielom Twa – trzy. Międzynarodowi obserwatorzy uznali wybory za wolne i uczciwe, a ataki podejmowane przez radykałów na chronione przez żołnierzy ONZ lokale wyborcze nie zdołały zakłócić ich przebiegu. Prowincjonalne kolegia wyborcze dokonały 29 lipca wyboru senatorów. Obie izby parlamentu na wspólnym posiedzeniu wybrały 19 sierpnia prezydentem przywódcę CNDD-FDD, Pierre’a Nkurunzizę.
PALIPEHUTU-FNL kontynuowały tymczasem walkę zbrojną. We wrześniu 2005 przywódcy ugrupowania odrzucili ofertę rządu w sprawie rozpoczęcia rozmów pokojowych. Na przełomie 2005/2006 roku FNL dokonała licznych ataków w prowincjach Bużumbura, Cibitoke i Bubanza. Odpowiedzią rządu były brutalne represje. Obie strony były oskarżane przez obrońców praw człowieka o liczne zbrodnie wojenne. Rząd Burundi i PALIPEHUTU-FNL podpisały w Dar es Salaaam porozumienie o zawieszeniu broni 7 września 2006, lecz bardzo szybko zostało ono złamane. Dopiero w kwietniu 2009 przywódca ostatniego rebelianckiego ugrupowania, Agathon Rwasa, zgodził się na zaprzestanie walki zbrojnej i przekształcenie swojej organizacji w partię polityczną. W zamian rząd przystał na włączenie 3500 rebeliantów w szeregi armii i służb bezpieczeństwa, udzielenie kolejnym 5 tysiącom pomocy w ramach programu rozbrojenia, demobilizacji i reintegracji, a także na powierzenie 33 przywódcom PALIPEHUTU-FNL niskiej rangi stanowisk w rządzie i administracji.
Liczba ofiar blisko dwunastoletniej wojny domowej w Burundi szacowana jest na około 300 tysięcy.